# Communauté française de Belgique
Fédération Wallonie-Bruxelles
Pour les articles homonymes, voir Communauté française, CFB et FWB.
La Communauté française (CF), ou Fédération Wallonie-Bruxelles (FWB) dans ses communications depuis 2011,, est l'une des trois communautés fédérées de la Belgique. Elle exerce ses compétences sur le territoire de la région de langue française et de la région bilingue de Bruxelles-Capitale, laquelle fait également partie de la Communauté flamande, mais où le français est néanmoins majoritaire.  
Née de la réforme constitutionnelle de 1971 qui a créé les communautés culturelles, initialement désignée sous le nom de communauté culturelle française, elle prend sa forme actuelle lors de la réforme constitutionnelle de 1980 et acquiert de nouvelles compétences lors des réformes suivantes. Elle s'est choisi pour capitale Bruxelles.
La Communauté française dispose de ses propres institutions, parlement et gouvernement.

## Description
La Communauté française rassemble 4,8 millions de francophones dont :
- 3,6 millions habitent en Région wallonne (soit la quasi-totalité des habitants de cette région sauf les habitants des communes germanophones, qui sont environ 70 000) ;
- plus d'un million[4],[5] d'habitants dans la ville région de Bruxelles-Capitale (sur 1,2 million d'habitants).

Les francophones qui résident en Région flamande ne sont pas inclus dans les chiffres officiels de la Communauté française. Vu l'absence de sous-nationalité et la suppression du recensement linguistique, leur nombre n'est pas connu avec précision. Les francophones de Flandre seraient entre 120 000 et 422 000 selon les estimations,,,,.
La Communauté française regrouperait 43 % de la population belge totale (à comparer avec 56 % pour la Communauté flamande (en comptant les francophones de Flandre) et 0,7 % pour la Communauté germanophone).
En 2009, selon le Réseau Eurydice dans son rapport Chiffres clés de l’enseignement des langues à l’école en Europe – 2012, dans la Communauté française, 17,7 % des élèves de 15 ans parlaient une langue autre que la langue d'enseignement (le français) à la maison, dont 4,6 % des langues d’Europe occidentale et 3,0 % l’arabe.
Comme son nom l'indique, cette communauté ne désigne pas un territoire, mais une communauté de personnes, où qu'elles demeurent (en Région wallonne, à Bruxelles ou dans certaines communes à facilités linguistiques pour les francophones). Néanmoins, la constitution belge a établi des frontières implicites pour les communautés qui suivent les frontières des quatre régions linguistiques. En dehors de ces frontières, les communautés n'ont aucune compétence.
Le terme officiel « Communauté française » désigne également les institutions officielles (parlement, gouvernement, services publics) de cette Communauté de personnes.
Dans le système fédéral belge, il faut distinguer les trois communautés linguistiques, les trois régions fédérales qui ne se superposent pas, et les quatre régions linguistiques (art. 4 de la constitution).

## Compétences

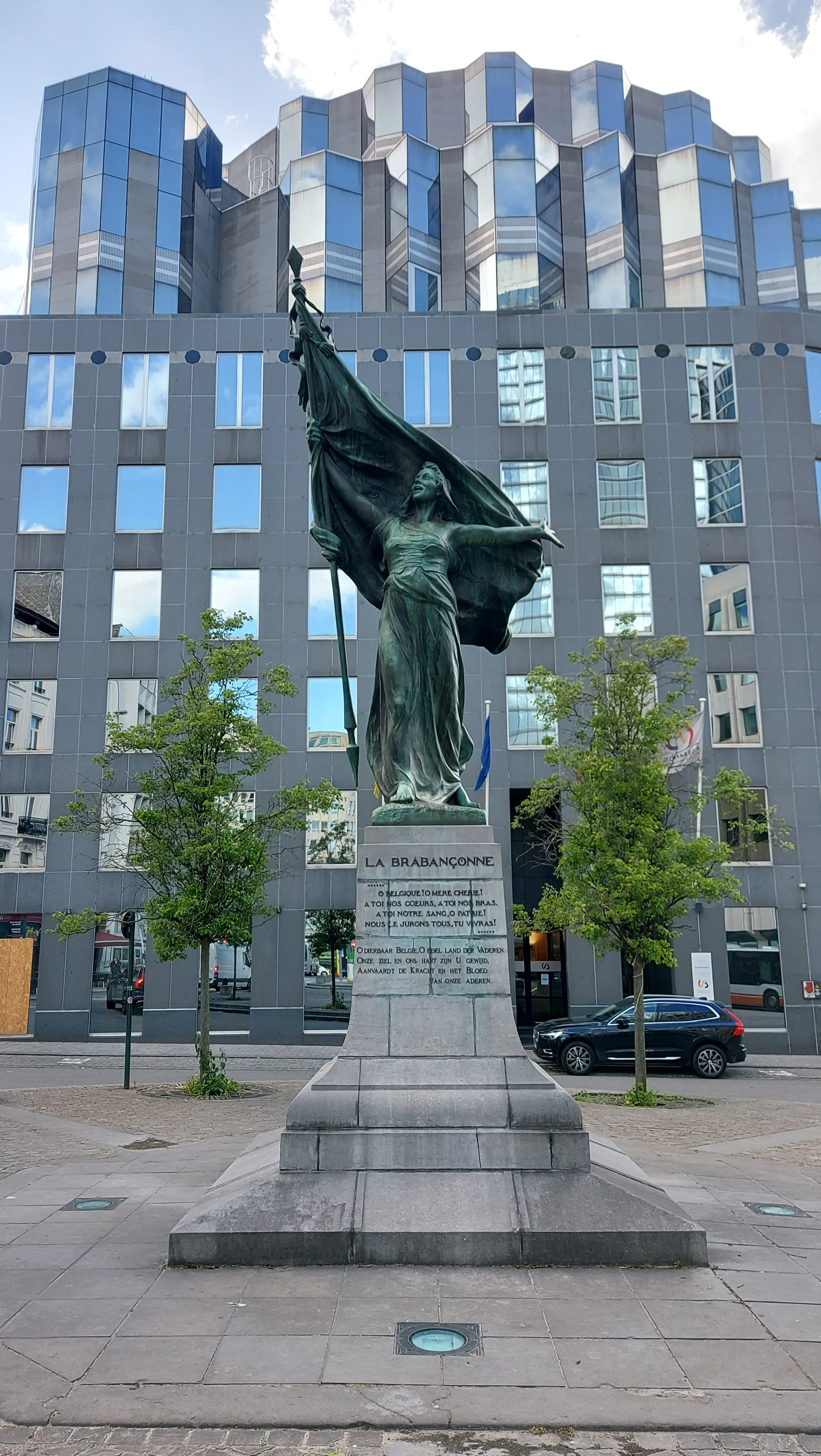
Le siège du gouvernement de la Communauté française à Bruxelles.

Les compétences principales de la Communauté Française sont les suivantes :
- l'enseignement et la recherche scientifique (il existe cependant quelques compétences fédérales en matière de politique scientifique) ;
- la culture : les compétences des communautés en cette matière sont en théorie exclusives ;
- l'éducation sanitaire et la médecine préventive (les communautés disposent donc de compétences en matière de Santé) ;
- l'aide à la jeunesse et la politique sportive ;
- L'Administration générale des Maisons de justice (accompagnement et contrôle des justiciables, accueils des victimes, enquêtes familiales, etc.).

Le gouvernement exerce ces compétences en région de langue française (La Wallonie amputée des cantons de l'Est) et dans la région de Bruxelles-Capitale pour les francophones.
Par ailleurs, lors des accords de la Saint Quentin en 1993, une partie des compétences de la Communauté française ont été transférées à la Région wallonne et la Commission communautaire française (COCOF). Il s'agit :
- de certaines matières culturelles, infrastructures sportives, promotion sociale, tourisme, formation professionnelle, patrimoine immobilier, théâtre, cinéma. La cinémathèque du ministère de la communauté française se trouve à Bruxelles.
- du transport scolaire ;
- de la politique de la santé (à l'exception des hôpitaux universitaires, de l'Office de la naissance et de l'enfance (ONE), de l'éducation sanitaire, de la médecine préventive, de l'inspection médicale scolaire) ;
- de l'aide aux personnes (à l'exception de la compétence normative en matière de handicapés, des missions confiées à l'Office de la naissance et de l'enfance, de la protection de la jeunesse, de l'aide sociale aux détenus).

À Bruxelles, la compétence dans les domaines cités précédemment est assurée à la fois par la COCOF et par son équivalent flamand, la VGC. C'est à chaque citoyen bruxellois de décider avec quelle institution il veut traiter. À la suite des décisions différentes de chaque communauté, la COCOF bénéficie d'une autonomie décrétale dans ces domaines, ce qui n'est pas le cas de la VGC.
Illustration du morcellement des compétences : lorsqu'il faut classer la totalité d’un bâtiment, les Régions sont compétentes pour l'immeuble tandis que la Communauté l'est pour les patrimoines culturels tels que les tableaux, les meubles…
Autre exemple, si la communauté est compétente pour l'enseignement, c'est la Région wallonne qui est compétente pour les infrastructures scolaires et le matériel informatique (via le projet Cyberclasse) sur le territoire de la région de langue française.

## Financement
La fédération Wallonie Bruxelles n’a pas la prérogative de lever l’impôt. Les sources de financement de l’entité ont été fixées par la loi spéciale du 16 janvier 1989 qui prévoit 4 sources de financement, dont la principale est liée à la TVA et à l’impôt sur les personnes physiques.

## Histoire
- 1970 : création des Communautés culturelles (française, néerlandaise, allemande).
- 1980 : transformation en Communautés française, flamande, germanophone avec compétence pour les « matières personnalisables ».
- 1988 : nouvelles compétences (enseignement, médias…).

## Institutions
Bruxelles, siège du Parlement et du Gouvernement de la Belgique fédérale, est aussi le siège de la Communauté française.

### Parlement
Le Parlement de la communauté comprend 94 membres (les 75 membres du Parlement de Wallonie et 19 membres élus parmi les élus francophones du Parlement de la région de Bruxelles-Capitale).
La composition du Parlement pour la législature 2024-2030 est la suivante :
- MR : 31 sièges ;
- PS : 24 sièges ;
- Les Engagés : 19 sièges ;
- PTB : 12 sièges ;
- Ecolo : 7 sièges ;
- DéFI : 1 siège.

Le MR et Les Engagés forment ensemble la majorité, qui soutient le gouvernement Degryse. Les quatre autres partis sont dès lors dans l'opposition.

### Gouvernement
Le Gouvernement n'est pas élu par le Parlement, il est constitué par la coalition formée à l'issue des élections régionales. Un de ses membres au moins doit être élu, statutairement, par les francophones de la ville région de Bruxelles Capitale.
Composition du gouvernement depuis le 16 juillet 2024 : voir Gouvernement Degryse.

### Budget
| Départements                                          | Budget 2005     | Budget 2006     | Budget 2007     | Budget 2008     |
| ----------------------------------------------------- | --------------- | --------------- | --------------- | --------------- |
| Services généraux                                     | 442 121 000 €   | 490 301 000 €   | 359 731 000 €   | 610 105 000 €   |
| Santé, Affaires sociales, Culture, Audiovisuel, Sport | 859 157 000 €   | 907 030 000 €   | 983 171 000 €   | 1 049 894 000 € |
| Enseignement, Recherche et Formation                  | 5 496 031 000 € | 5 730 393 000 € | 5 882 482 000 € | 6 027 532 000 € |
| Dette publique                                        | 566 809 000 €   | 141 197 000 €   | 147 639 000 €   | 149 910 000 €   |
| Dotation à la Cocof                                   | 359 980 000 €   | 381 229 000 €   | 376 289 000 €   | 391 710 000 €   |
| Total                                                 | 7 724 098 000 € | 7 650 150 000 € | 7 749 312 000 € | 8 229 151 000 € |

### Drapeau et logo

Drapeau officiel conformément au décret déterminant le jour de fête et les emblèmes propres à la Communauté française

Logo depuis septembre 2011.

Un des symboles de la Communauté française est le drapeau wallon qui fut choisi officiellement par le Conseil culturel de la Communauté culturelle française le 20 juillet 1975, mais déjà consacré comme tel au Congrès wallon de 1913. Le décret du 3 juillet 1991 précise en son article 4 que le « drapeau de la Communauté française est jaune au coq hardi rouge », dû à Pierre Paulus. Il est arboré le 27 septembre.
Depuis le 15 juillet 1998, le drapeau wallon est également et officiellement celui de la Région wallonne ; il l'était de fait officieusement depuis 85 ans.
Si le drapeau est consacré par un décret, le logotype est, quant à lui, décliné sous différentes formes, dont le graphisme évolue au fil du temps. Le Parlement, le Gouvernement, l'Administration et WBI ont adopté des logos déclinés au départ du « coq de Paulus ».
Le 27 septembre 2011, la nouvelle appellation (Fédération Wallonie-Bruxelles) se dote d'un nouveau logo. Il se compose de deux lettres, le W et le B, représentant respectivement la Wallonie et Bruxelles. Le logo utilise trois couleurs, le rouge ainsi que le bleu et le jaune représentant les deux régions (Wallonie et Bruxelles).

### Positions de politiques et enjeux
Certains politiciens wallons souhaiteraient que les compétences de la Communauté soient transférées à la Région, mais il est incertain de savoir quel support ce type de projet aurait auprès de la population. Il est vrai cependant que le journal Le Soir a publié un sondage le 26 septembre 2003 indiquant qu'une majorité de Wallons souhaitait la suppression de la Communauté tandis qu'une majorité de Bruxellois souhaitait la maintenir. Par ailleurs, le débat porte également sur le fait que la Communauté constituerait un ciment culturel entre les francophones de Belgique. Selon la thèse des « communautaristes », une répartition des compétences culturelles, éducatives et sociales entre les Régions wallonne et bruxelloise risquerait de mettre à mal cette cohésion. En revanche, les « régionalistes » considèrent que la solidarité entre Wallons et Bruxellois francophones ne serait pas brisée par la régionalisation des compétences, et donnent comme exemple l'Allemagne où ces compétences sont du ressort des Länder, sans que la solidarité allemande soit fragilisée.
Paul Magnette, ministre-président de la Wallonie déclare le 7 juin 2016 : « On peut accentuer la régionalisation sans nouvelle réforme de l’État, en organisant différemment les compétences à l’intérieur de l’espace francophone. Mais ce sera plus compliqué pour l’enseignement et la culture. Or sans ces deux compétences, la Wallonie est eunuque ». Par contre, le 21 octobre 2015, Rudy Demotte président de la Communauté française s'est opposé aux propositions des députés MR Pierre-Yves Jeholet et Jean-Luc Crucke d'aller dans le sens de cette régionalisation. Le président de Wallimage (structure régionale à finalité industrielle (industrie du cinéma)), se prononce au contraire en faveur de la régionalisation de la culture et déclare au journal Le Vif du 6 mai 2016 : « La Wallonie est la seule institution qui n'ait, dans les faits, pas le droit institutionnel à la culture. » En revanche, le 9 septembre le quotidien La Libre Belgique publie un appel d'une série d'intellectuels francophones dont Pierre Mertens et Jacques De Decker s'opposant à cette régionalisation.

### Positions de mouvements régionalistes wallons et bruxellois

#### Prises de positions wallonnes depuis 1983
En Région wallonne, le Manifeste pour la culture wallonne du 15 septembre 1983 et celui remis vingt ans plus tard, le 15 septembre 2003, à Robert Collignon alors Président du Parlement wallon met en cause la Communauté, d'une manière implicite en 1983 et beaucoup plus explicite en 2003 où le texte remis au parlement fut accompagné d'une proposition de décret (symbolique) rédigée par un des signataires. La position des Wallons à l'initiative de ces deux démarches visent à transférer l'essentiel des compétences tant à la Région wallonne qu'à la Région de Bruxelles et plus précisément (puisqu'il s'agit de matières culturelles et de l'enseignement), à la Commission communautaire française de la région bruxelloise, tout en prescrivant le maintien d'une assemblée communautaire commune aux Wallons et aux Bruxellois qui demeurerait composée comme aujourd'hui et demeurerait compétente dans les compétences transférées. Il s'agirait donc de supprimer le Gouvernement communautaire mais non son assemblée (composée d'élus régionaux wallons et bruxellois).

#### L'Appel bruxelloisNous existons
À Bruxelles, le journal Le Soir a publié le mercredi 20 décembre 2006 le texte d'un appel, intitulé Nous existons! présenté la veille à la presse, et signé par une centaine de personnalités parmi lesquelles Mateo Alaluf, Jean-Baptiste Baronian, Philippe Van Parijs, Claude Javeau, Jacques De Decker, François Schuiten, Guy Haarscher, Jean-Marc Ferry, Benoît Dejemeppe, Benoît Peeters, Riccardo Petrella, Axelle Red, Claude Semal, Olivier Strebelle, Thierry Tinlot… qui réclament la prise en compte des intérêts des Bruxellois dans la perspective des négociations institutionnelles programmées pour l'année 2007. Le texte qui décrit une Région de Bruxelles-Capitale multiculturelle et complexe appelle les mandataires bruxellois à en défendre les intérêts quelles que soient leurs langues ou origines, au-delà des affrontements communautaires, les Bruxellois à signer l’appel et les négociateurs à accorder à Bruxelles, comme aux autres Régions, le pouvoir de forger son avenir, …comme foyer d'un dynamisme profitant aux trois régions du pays. Le texte exige clairement plus de région (à base spatiale et non linguistique), et moins de communauté (à base linguistique), ce qui se réfère au système institutionnel belge actuel bien que l'appel Nous existons se place au-delà de l'institutionnel. Cette prise de position tendrait à faire penser que les positions des régionalistes wallons et des régionalistes bruxellois se sont fortement rapprochées, même si, dans le texte bruxellois, la référence à la communauté de langue avec la Région wallonne est moins soulignée, mais il s'agissait d'un texte également signé par un petit nombre de Flamands (dont très peu de noms connus).[réf. nécessaire]

#### Réponse wallonne affirmative
Le 7 mai 2007, plus d'une centaine de personnalités wallonnes ont répondu affirmativement à l'Appel bruxellois et notamment Lise Thiry, Nicole Malinconi, Paul Meyer, Caroline Lamarche, Jacques Dubois, Jean-Marie Klinkenberg, Guy Denis, Jean Louvet, Luc Courtois, Jean Germain, Philippe Destatte, Nicolas Ancion, Jean-Claude Vandermeren, le secrétaire de la FGTB wallonne, l'ancien président du Parlement wallon Robert Collignon… Les signataires de ce nouveau texte, proposé à la presse en présence de signataires de l'Appel bruxellois, tant francophones que néerlandophones, Nous existons, ouvrent également la possibilité d'un Belgique à quatre Régions et appuient le raisonnement multiculturel bruxellois dans le texte publié.

## Patrimoine culturel
Contrairement à la région wallonne et à la région bruxelloise qui gèrent le patrimoine immobilier de leur propre région, la Communauté française gère le patrimoine culturel et a établi une liste des biens classés de la Communauté française qui contient les plus belles œuvres artistiques réalisées principalement en matière de peinture, sculpture, orfèvrerie, mobilier ou archéologie et conservées pour la grosse majorité dans ses musées. Elle a aussi répertorié 29 chefs-d’œuvre du Patrimoine oral et immatériel de la Fédération Wallonie-Bruxelles parmi les plus anciennes traditions folkloriques, culturelles et gastronomiques de la fédération Wallonie-Bruxelles. Parmi ces chefs-d’œuvre, 8 sont repris sur la liste du patrimoine culturel immatériel de l'humanité en Belgique (UNESCO) comme le carnaval de Binche, les marches de l'Entre-Sambre-et-Meuse, les ducasses d'Ath et de Mons, le Meyboom et l'Ommegang de Bruxelles.

## Médias
Médias publics : 
La Radio-télévision belge de la Communauté française (RTBF) est la radio-télévision publique de la Communauté française.
- Stations de radio : La Première, VivaCité, Tipik, Classic21, Musiq'3, Jam., Viva+, RTBF Mix
- Chaînes de télévision : La Une, Tipik, La Trois, TipikVision
- Participations : Arte Belgique, Euronews, TV5 Monde

La Communauté française dispose également de douze chaînes de télévision locales : ACTV, Boukè, BX1, Canal Zoom, MA Télé, Notélé, Qu4tre, Télé MB, Télésambre, TV Com, TV Lux et Vedia.
Médias privés : 
RTL Belgium est le principal groupe audiovisuel privé à destination des auditeurs et téléspectateurs de Belgique francophone.
- Stations de radio : Bel RTL, Radio Contact, Mint
- Chaînes de télévision : RTL TVI, RTL Club, RTL Plug, RTL District

Mediawan Thematics émet deux chaînes de télévisions à destination de la Belgique francophone.
- Chaînes de télévision : AB3, ABXplore

NRJ Group édite trois radios à destination des auditeurs belges francophones.
- Stations de radio : NRJ Belgique, Nostalgie Wallonie, Chérie

MTV Networks édite également des chaînes pour une cible plus jeune.
- Chaînes de télévision : MTV, Nickelodeon, Nick Jr.

Nethys SA édite six chaînes de télévision payantes.
- Chaînes de télévision : Be 1, Be Ciné, Be Séries, VOOsport World 1, VOOsport World 2, VOOsport World 3

Le Groupe IPM édite une chaîne de télévision, une station de radio, trois titres de presse quotidienne et plusieurs magazines.
- Chaîne de télévision : LN24
- Station de radio : LN Radio
- Titres de presse quotidienne : La Libre Belgique, La DH Les Sports+, L'Avenir
- Magazines : Moustique, Paris Match Belgique, Courrier International, Le Journal des enfants, Télé Pocket

Le Groupe Rossel, outre sa participation à hauteur de 50% dans RTL Belgium, édite des titres de presse écrite.
- Titres de presse quotidienne : Le Soir, Sudpresse (La Meuse, La Nouvelle Gazette, La Province, Nord Éclair, La Capitale
- Autres titres de presse : Vlan, 7 Dimanche, Le Sillon Belge...

## Langues

### Langues endogènes
Depuis 1990, la Communauté française a reconnu des langues régionales comme étant endogènes. Ces langues sont romanes (champenois, lorrain, picard, wallon) ou germaniques (francique ripuaire, limbourgeois, luxembourgeois, brabançon, bruxellois). Le français reste la seule officielle.

## Terminologie

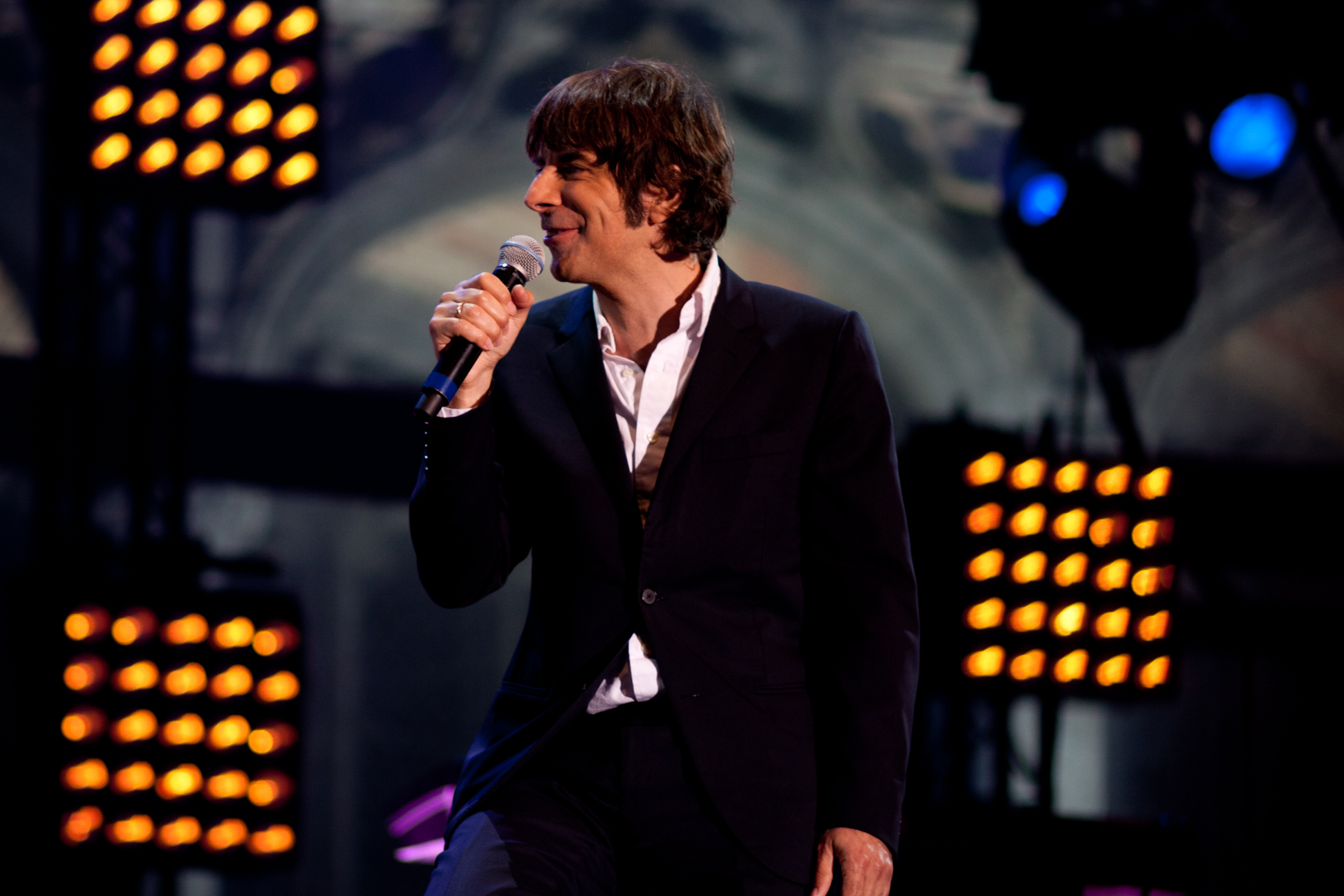
Thomas Fersen à la Fête de la Fédération Wallonie-Bruxelles, 24 septembre 2011.

Outre sa dénomination officielle telle que définie par la Constitution belge, la Communauté est également désignée par l'expression Fédération Wallonie-Bruxelles, choisie pour faire référence aux entités principales de cette Communauté (non pas les deux Régions mais leurs populations francophones). L'appellation est officialisée le 25 mai 2011 par un vote du Parlement de la Communauté française, mais est critiquée parce que contraire à la Constitution belge qui, en son article 1er, dispose que la Belgique est composée « des communautés et des régions ».
Elle n'est pas acceptée par les partis flamands, qui considèrent que cette appellation crée une confusion en suggérant qu'elle englobe aussi bien tous les Wallons que tous les Bruxellois, négligeant ainsi l'existence des Flamands de Bruxelles et germanophones de Wallonie.
Depuis cette date, l’institution s'appelle - dans ses communications ordinaires - Fédération Wallonie-Bruxelles alors que dans les textes officiels (moniteur, décrets, arrêtés, circulaires, etc.), on continue à parler de Communauté française.
On a aussi utilisé les termes de Communauté Wallonie-Bruxelles, Communauté française Wallonie-Bruxelles (cfwb), Wallonie-Bruxelles.
On a parlé également, de façon non officielle, de Belgique francophone.